# متحف بيت عزيم عزيمزاده
متحف بيت عزيم عزيمزاده (بالأذربيجانية: Əzim Əzimzadənin ev-muzeyi) - هو المتحف الذكري الذي يكرس لرسام الأذربيجاني، جائز علي جوائز الأذربيجاني والاتحاد السوفيتي، الرسام الشعبي في الاتحاد السوفيتي عزيم عزيمزاده.

## تاريخ المتحف
تم افتتاح المتحف عام 1968، و يقع في مدينة باكو، شارع ديلارة علييفا، 157.
يتعرض في المتحف عناصره الشخصية والوثاشق والصور الفوتوغرافية وأعماله فنية عزيم عزيمزاده.
تأسس المتحف في البيت الصغير الذي عاش فيها عزيم عزيمزاده.
موافق بأمر وزارة الثقافة في أذربيجان بناء المتحف الجديد، في نفس المكان الذي كان موجود البيت، عام 1968.

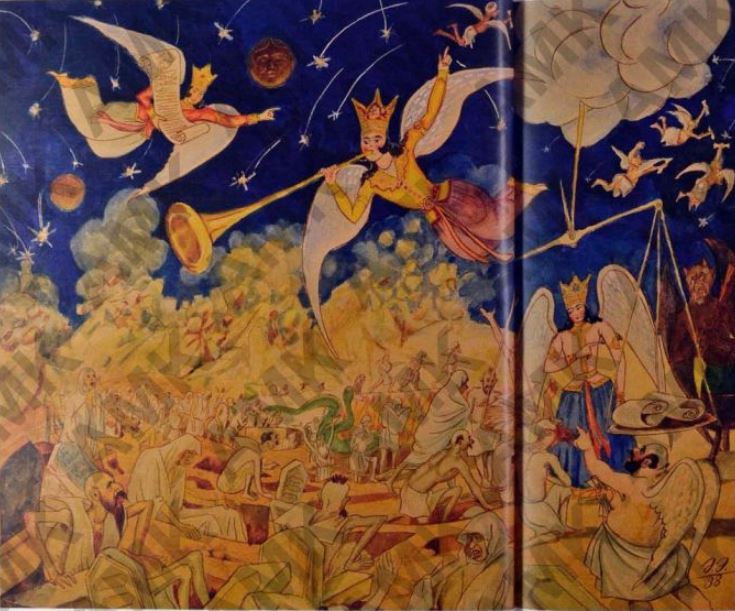

يتضمَّن متحف بيت عزيم عزيمزاده أكثر من 2000 معروضا، متعلق بإبداعه الرسام.
يتكون متحف بيت جعفر جبارلي من 6 غرف التي تتعرض 4 أنواع من أعمال الفنان:
- كاريكاتير
- بورتريه
- زخرفة
- المناظر الطبيعية